# Мосийчук, Анатолий Мефодьевич
Анатолий Мефодьевич Мосийчук (8 августа 1942 — 24 августа 2013) — советский и российский живописец, художник-график и скульптор, поэт. Заслуженный художник России (1992). Народный художник России (2007).

## Биография
Родился 8 января 1942 года на Украине. В 1970 г. окончил Московское высшее художественно-промышленное училище (б. Строгановское). Жил и работал в Москве. Участвовал в борьбе за сохранение мастерских в здании бывшей гимназии Поливанова.
Умер 24 августа 2013 года, похоронен в Москве на Троекуровском кладбище (9 уч.).
Член Союза художников России, член-корреспондент и лауреат Серебряной медали Российской Академии художеств.
Живописные, скульптурные и графические работы Мосийчука хранятся в Государственной Третьяковской галерее (Москва), Государственном Русском музее (Санкт-Петербург), Галерее современного искусства «М’АРС», галерее «Интерколор», в музеях Финляндии и Чехии, а также в частных коллекциях России, Дании, Франции, Великобритании, Греции, Германии, Испании, США и в других странах. Им оформлено несколько станций Московского метрополитена.